# ロンバード・ストリート (サンフランシスコ)
ロンバード・ストリート（Lombard Street）は、アメリカ合衆国カリフォルニア州サンフランシスコ市北部から北東部を東西に通る通り。西の起点/終点はプレシディオ、東の起点/終点はサンフランシスコ港北東側のウォーターフロントを通るエンバカデロである。通りの名はサンフランシスコの測量家ジャスパー・オファレルによって、フィラデルフィアの同名の通りにちなんでつけられた。

## 概要

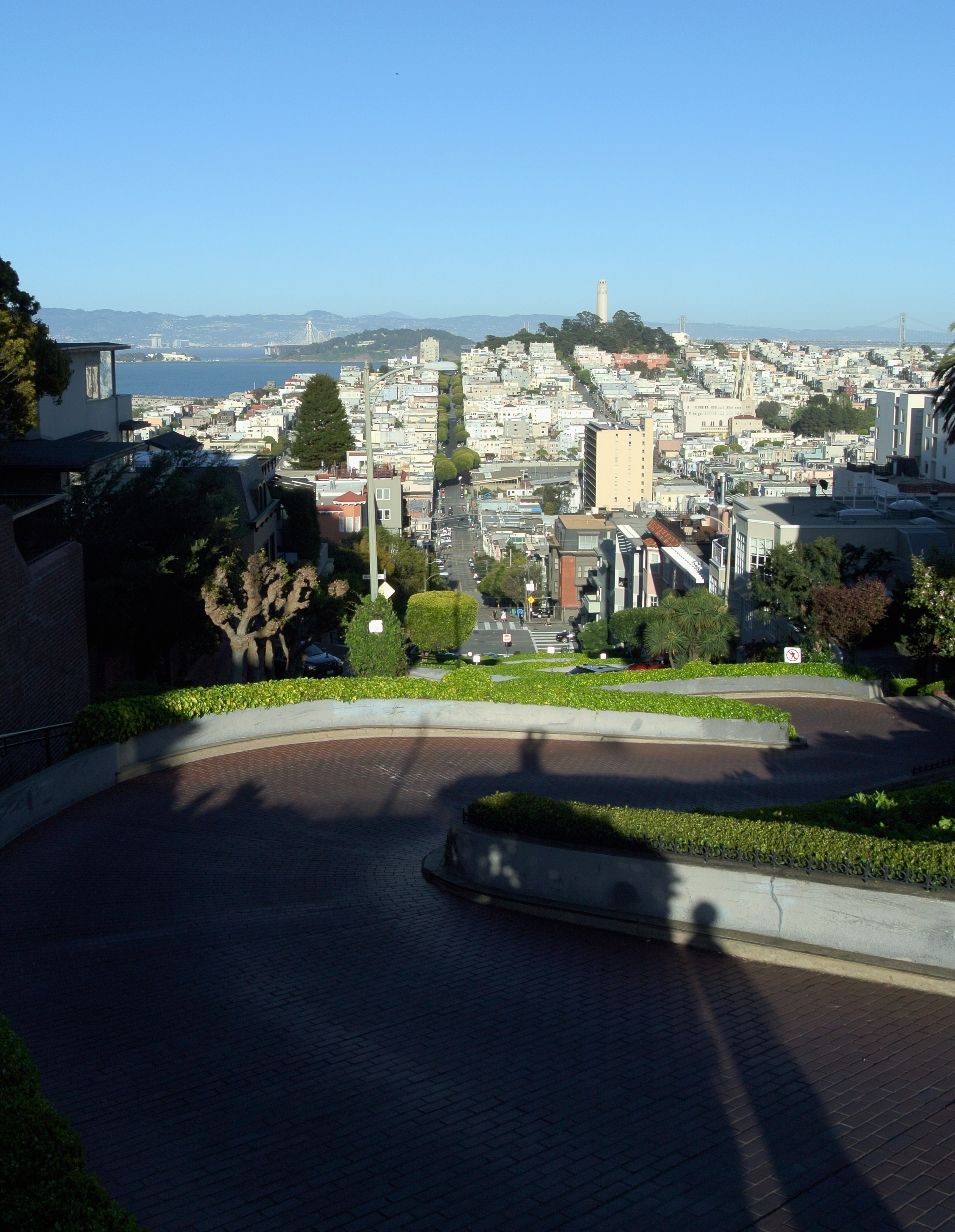
ロンバード・ストリートのヘアピンカーブが続く街路。

ロンバード・ストリートは、かつて米軍基地で現在は公園となっているサンフランシスコ・プレシディオの内部にあるプレシディオ・ブールバードを西端としている。レターマン・デジタル・アーツセンターの南を通ると、ロンバード・ストリートはカウ・ホロウ地区へと入る。ブローデリック・ストリートからバン・ネス・アベニューまでの12ブロック間は国道101号線になっている。ロンバード・ストリートはバン・ネス・アベニューからさらに東へ、ロシアン・ヒル地区からテレグラフ・ヒル地区へと進む。テレグラフ・ヒル地区では一旦南下してテレグラフ・ヒル・ブールバードと名称を変え、パイオニア公園およびコイト・タワーへと至る。その後、テレグラフ・ヒル地区の南、ウィンスロップ・ストリート周辺から再び元の名称に戻り、エンバカデロを東端とする。

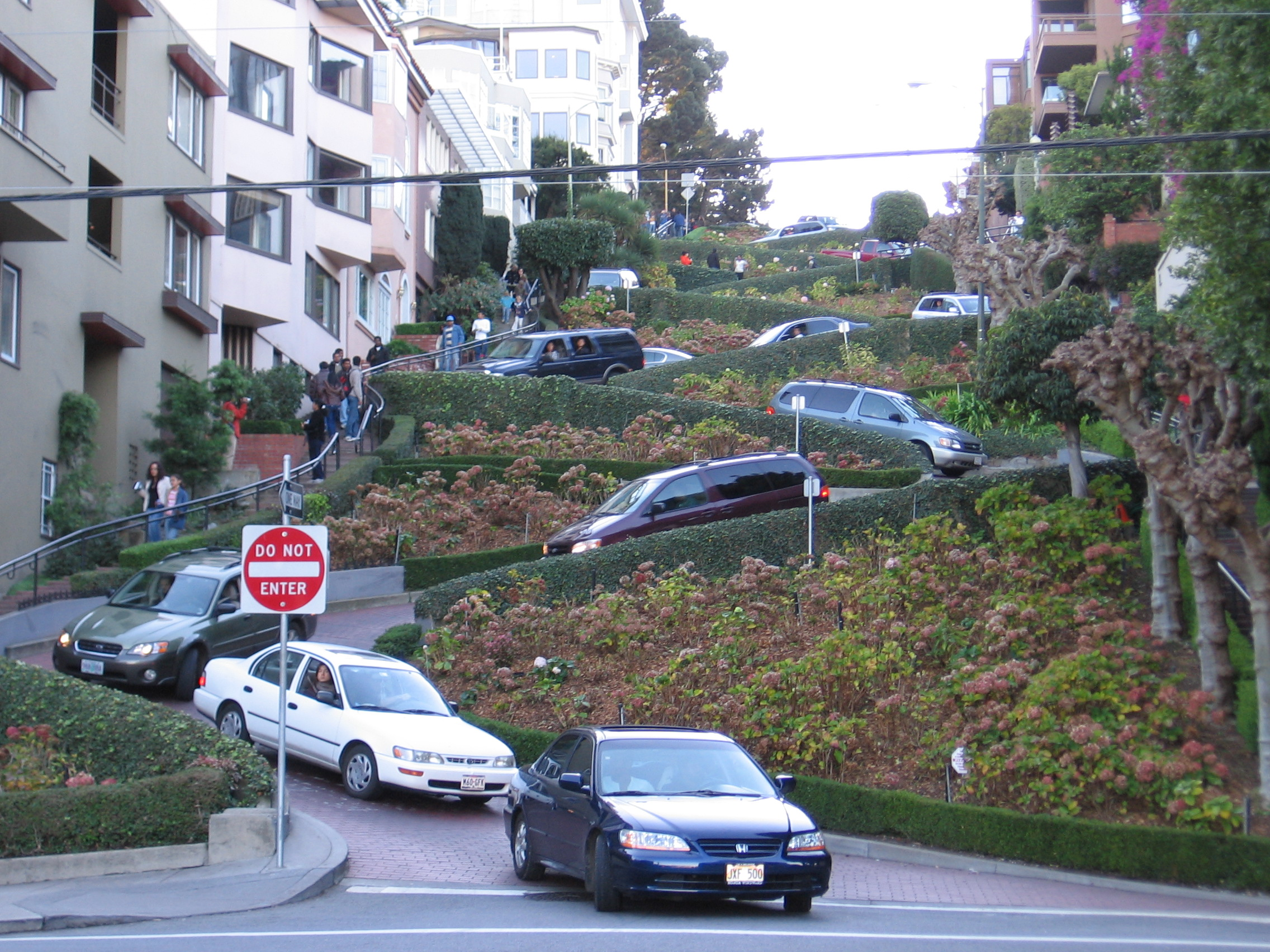
ヘアピンカーブが続く街路から出てくる自動車。

ロンバード・ストリートで最も有名な箇所は、ロシアン・ヒル東側の急勾配で、左右に8つのヘアピンカーブが続く曲がりくねった街路になっている。この区間の設計は当初、ここの土地の所有者であったカール・ヘンリーによって提案されたもので、1922年に建設された。この設計は、直線で結ぶと27%にもなり、ほとんどの自動車にとってはあまりにも急すぎる勾配を緩和するためのものであった。この区間は、車椅子での通行を考慮して最大斜度4.86度に抑えられてはいるものの、それでも自動車のみならず、急勾配に慣れていない歩行者にとっても危険である。この区間は直線では412.5フィート（125.7m）であるが、道のりでは600フィート（182.9m）になる。この区間はレンガ敷きで、下り（東行: ハイド・ストリートからレブンワース・ストリート方向）のみの一方通行にされており、入口にある標識により、時速5マイル（8km/h）以下で走行することが推奨されている。
ケーブルカーのパウエル・ハイド線は、この区間の上側、ハイド・ストリート上に停車する。
かつてのロンバード・ストリートの居住者には、画家のロウィーナ・ミークス・アブディーなどがいた。

## 画像

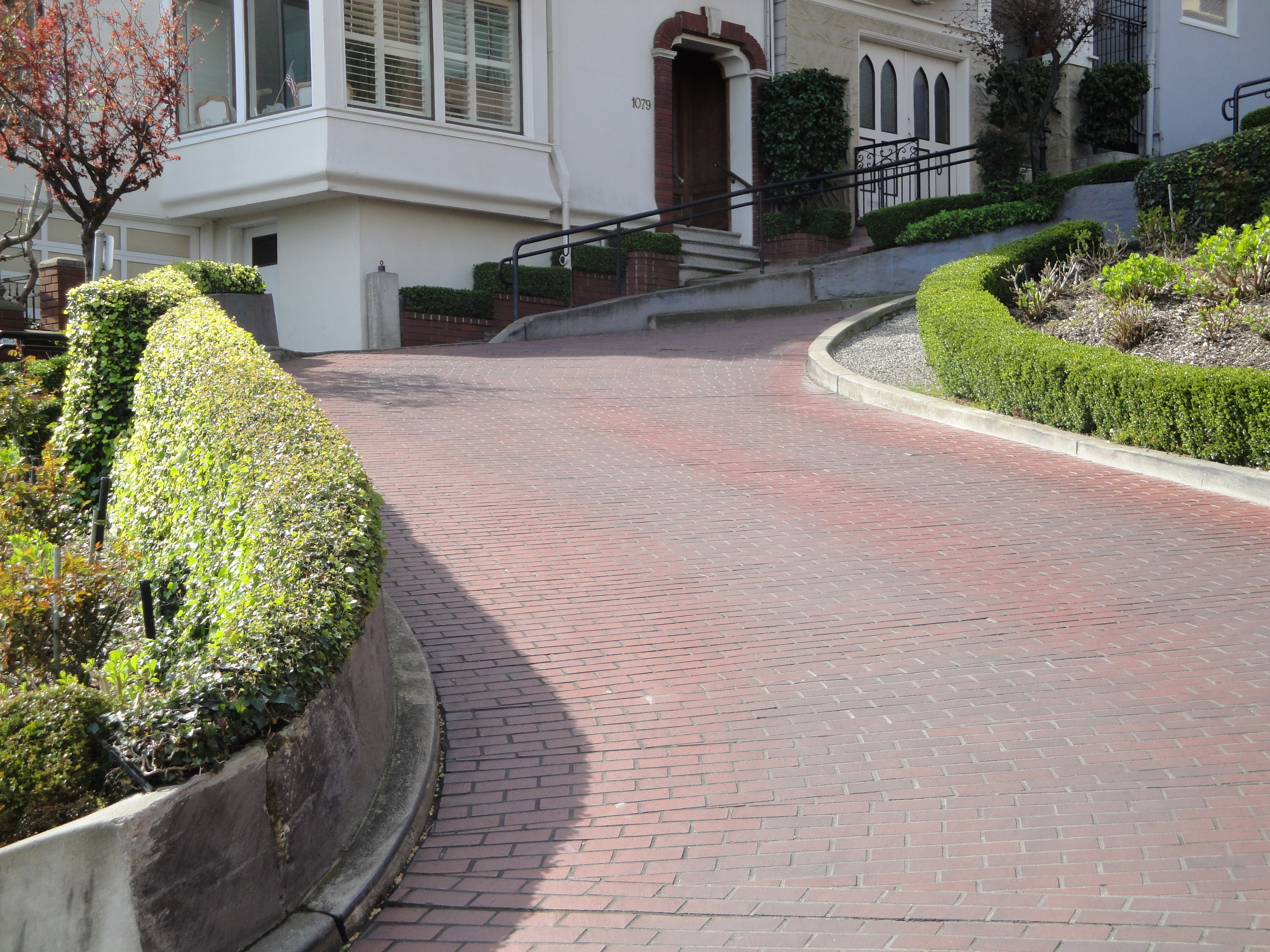
ロンバード・ストリートの坂。
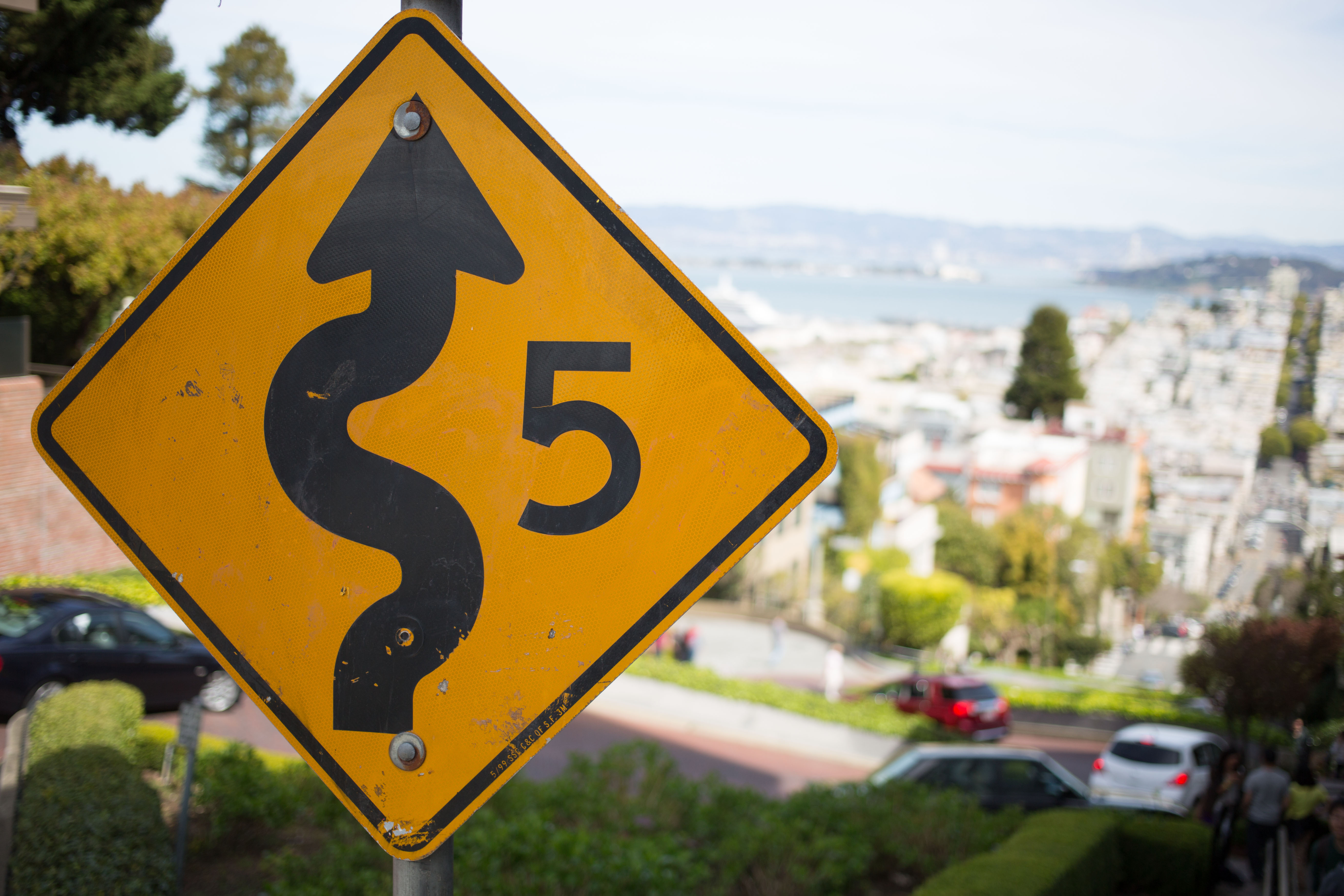
ヘアピンカーブが続く街路での交通注意記号では、最高速度は時速8kmが推奨されている。
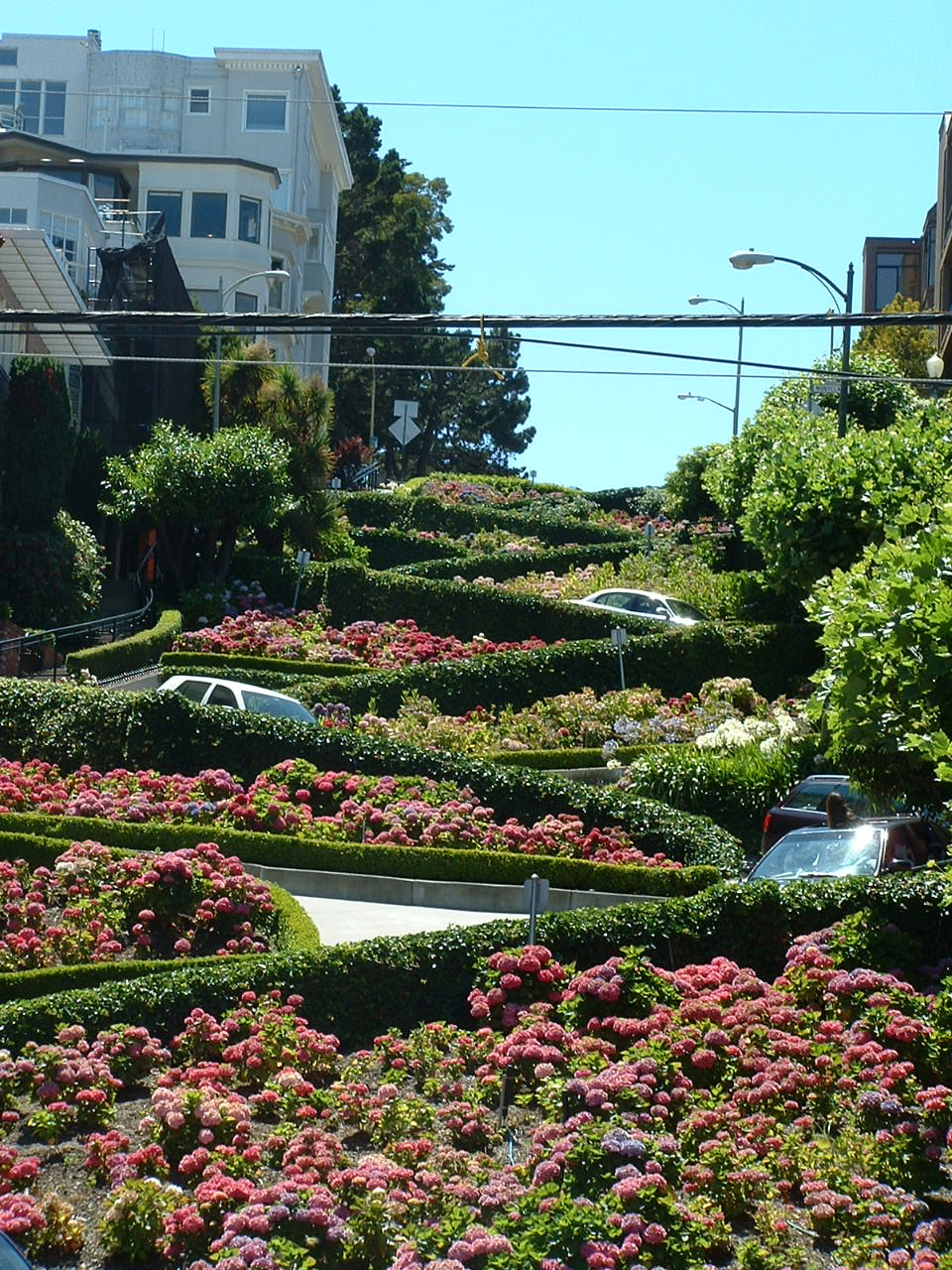
満開のネジバナの花を眺める事ができる、ロンバード・ストリーチでも有名なヘアピンカーブが続く街路。
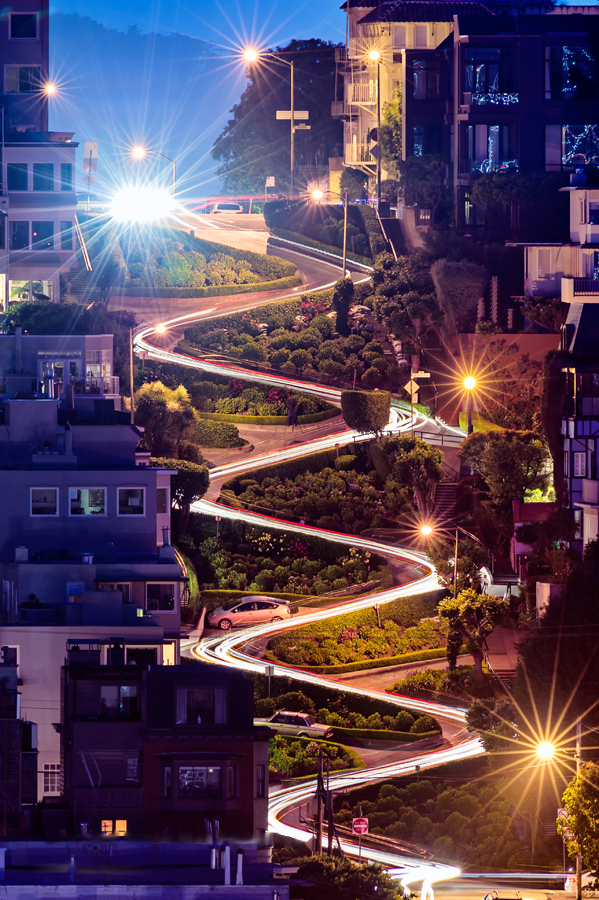
8つのカーブがはっきりと見える、ロンバード・ストリートの街路の夜間の長時間露出写真。
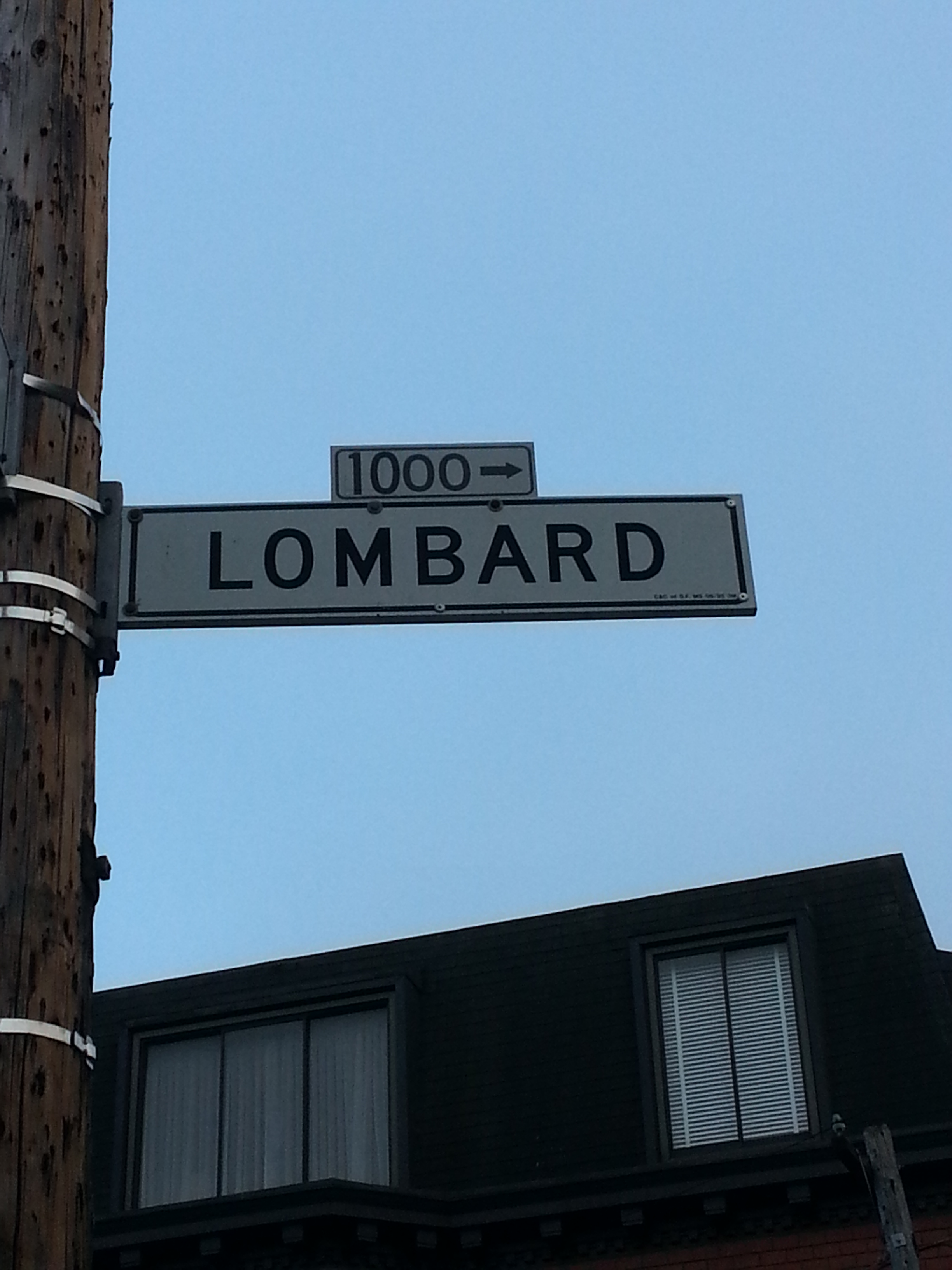
レブンワース・ストリートの交差点にある、ロンバード・ストリートへ案内する標識。